# Martin Frändesjö
Lars Gunnar Martin Frändesjö (* 18. Juli 1971 in Göteborg, Schweden) ist ein schwedischer Handballtrainer und -funktionär sowie ehemaliger Handballspieler, der auf der linken Außenposition eingesetzt wurde.
Frändesjö begann im Alter von sieben Jahren mit dem Handballspielen – anfangs für die schwedischen Vereine Kärra HF, HP Warta, IK Sävehof und Redbergslids IK. Im Sommer 1998 schloss sich der Außenspieler dem deutschen Bundesligisten GWD Minden an. Nachdem Frändesjö in einem Bundesligaspiel einen heftigen Stoß in die Rippen erhalten hatte, musste ihm im Februar 1999 die Milz entfernt werden. Im Sommer 2000 wechselte der Rechtshänder zum französischen Erstligisten Montpellier HB und kehrte nach nur einem Jahr wieder nach Deutschland zurück, wo er einen Vertrag bei der HSG Nordhorn unterschrieb. Nachdem Nordhorn jedoch seine finanzielle Verpflichtungen nicht erfüllen konnte, schloss er sich schon im September 2001 seinem ehemaligen Verein Redbergslids IK an.
Frändesjö lief bis 2005 für Redbergslids auf und wechselte nach Vertragsstreitigkeiten zu IK Heim, bei dem er einen bis zum Saisonende 2006/07 laufenden Vertrag unterschrieb. Im Januar 2007 wechselte der Schwede vorzeitig zum verletzungsgeplagten dänischen Erstligisten FC Kopenhagen, nachdem ihm IK Heim die Freigabe erteilte. Anschließend unterschrieb er einen Dreijahresvertrag beim norwegischen Erstligisten Viking Håndball aus Stavanger. In der Saison 2008/09 nahm er jedoch aufgrund von Knieproblemen nicht mehr am Spielbetrieb teil. Auf Anraten seines Arztes beendete er im November 2008 seine Karriere.
Frändesjö trainierte ab 2009 die Herrenmannschaft von HF Kroppskultur, die in der Allsvenskan antraten. Als Kroppskultur 2011 den Aufstieg in die Elitserien verpasste, wurde sein auslaufender Vertrag nicht verlängert. Von 2015 bis 2018 trainierte er bei SIF Håndball sowohl die Herrenmannschaft als auch die Jugend.
Seit dem 1. Mai 2018 ist er sportlicher Leiter bei SIF Håndball.

## Erfolge
Mit Redbergslids IK:
- Schwedischer Meister 1995, 1996, 1997, 1998, 2003

Mit der schwedischen Nationalmannschaft:
- Europameister 1994, 1998, 2000, 2002
- Weltmeister 1999
- Vize-Weltmeister 1997, 2001
- Olympische Spiele 1996, 2000: Silbermedaille